# استونوال، میسیسیپی
استونوال (به انگلیسی: Stonewall) شهرکی در ایالت میسیسیپی کشور ایالات متحده آمریکا است که جمعیت آن در سرشماری سال ۲۰۱۰ میلادی، ۱٬۰۸۸
نفر بوده‌است.